# Paus Nicolaas IV

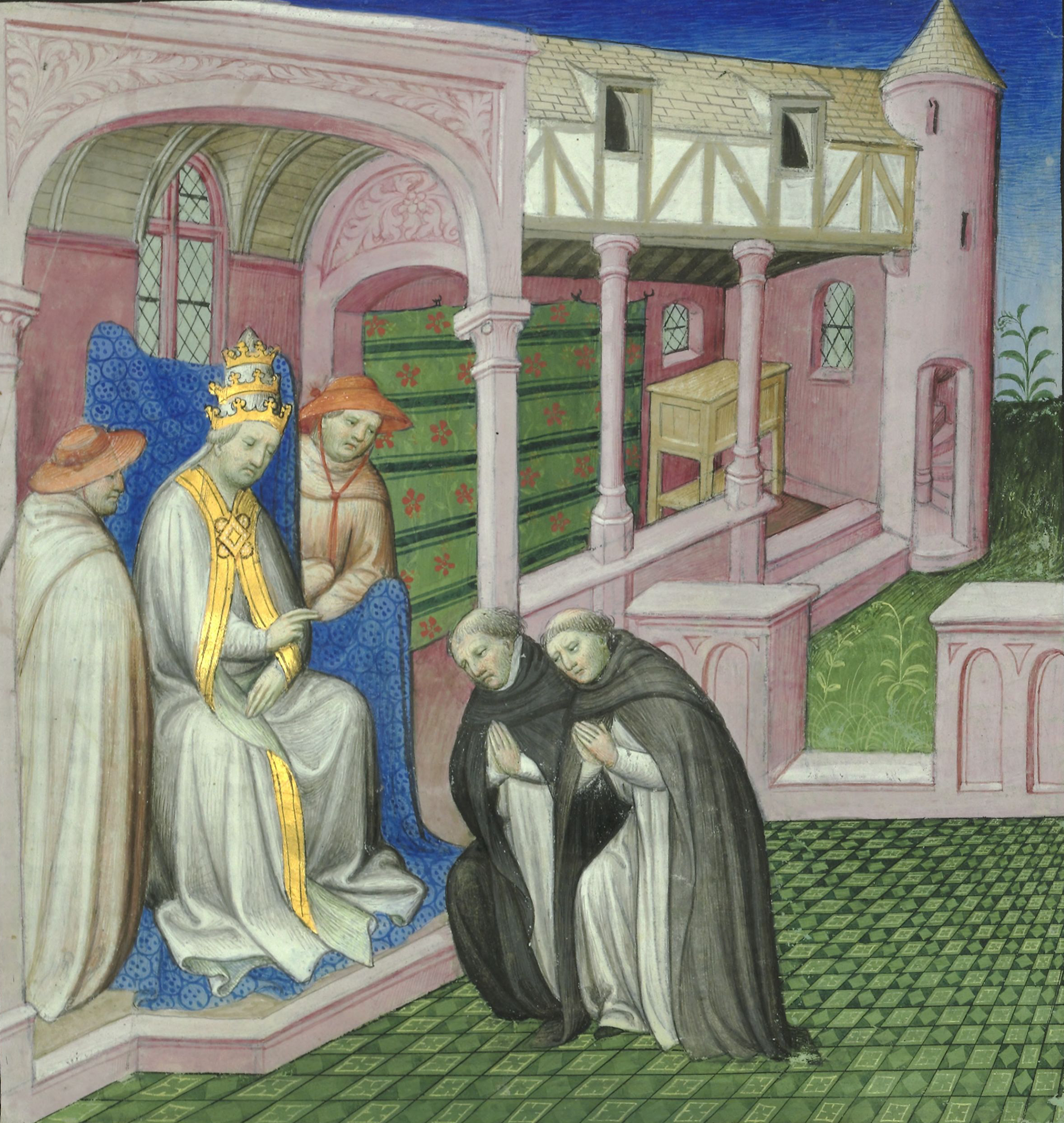
Paus Nicolaas IV en Ricoldo da Monte di Croce

Nicolaas IV (Lisciano (wijk van Ascoli Piceno), 30 september 1227 - Rome, 4 april 1292) was een Italiaans R.K. geestelijke; hij was van 22 februari 1288 tot aan zijn dood paus.
Geboren als Girolamo Masci d’Ascoli trad hij reeds vroeg toe tot de orde van de Franciscanen en werd in 1272 provinciaal van Dalmatië en in 1274 ordegeneraal. Op 12 maart 1278 werd hij tot kardinaal-priester van Santa Pudenziana en op 12 april 1281 tot kardinaal-bisschop van Palestrina verheven.
Na de dood van paus Honorius IV was er een bijna een volledig jaar durende sedisvacatie. Dit kwam niet enkel door de onenigheid binnen het kardinaalscollege tot stand, maar veeleer door de toen Rome teisterende malaria, die enkele kardinalen het leven kostte en hen tot een tijdelijke onderbreking van het conclaaf dwong.
Nicolaas IV was de eerste Franciscaan die tot paus verkozen geworden is; anderzijds was ook Nicolaas III als een van zijn onmiddellijke voorgangers mecenas en vriend van de Orde.
De nieuwe paus zette de Siciliëpolitiek van zijn voorganger voort en verklaarde de aanspraken van Karel II van Napels op de kroon van Sicilië ongeldig. Door het verdrag van Canfranc op 28 oktober 1288 kwam Karel II vrij. Hij had zich in dit verdrag ertoe verplicht, Aragón met de paus en Frankrijk verzoenen. Doch paus Nicolaas drong hem slechts op 28 mei 1289 de (theoretische) Siciliaanse koningskroon op. Uit eergevoel keerde Karel II vier maanden na zijn koningskroning en na het mislukken van zijn vredesonderhandelingen over de grenzen van Aragón terug, om zich weer in gevangenschap te begeven. Daar toen niemand in een nieuwe gevangenschap interesse had, was zijn eer gered en Karel keerde naar Frankrijk terug. Daar slaagde hij erin op 19 mei 1290 een vrede af te sluiten, waarin Karel van Valois aan al zijn aanspraken op Aragón verzaakte. De houding van de paus tegenover het koninkrijk Napels veranderde dit niet. Na de dood van Alfons III van Aragón op 18 juni 1291 werden onder diens erfgenaam Jacobus II Aragón en Sicilië in een personele unie verenigd. Jacobus' broer Fredrik werd zijn stadhouder in Sicilië. Daarop sprak de paus de kerkban over beiden uit, die echter ondoeltreffend bleek.
Op 18 mei 1291 viel met Acco het laatste steunpunt van de kruisvaarders in het Heilige Land. Daarmee doofde de middeleeuwe Kruistochtsbeweging uit.

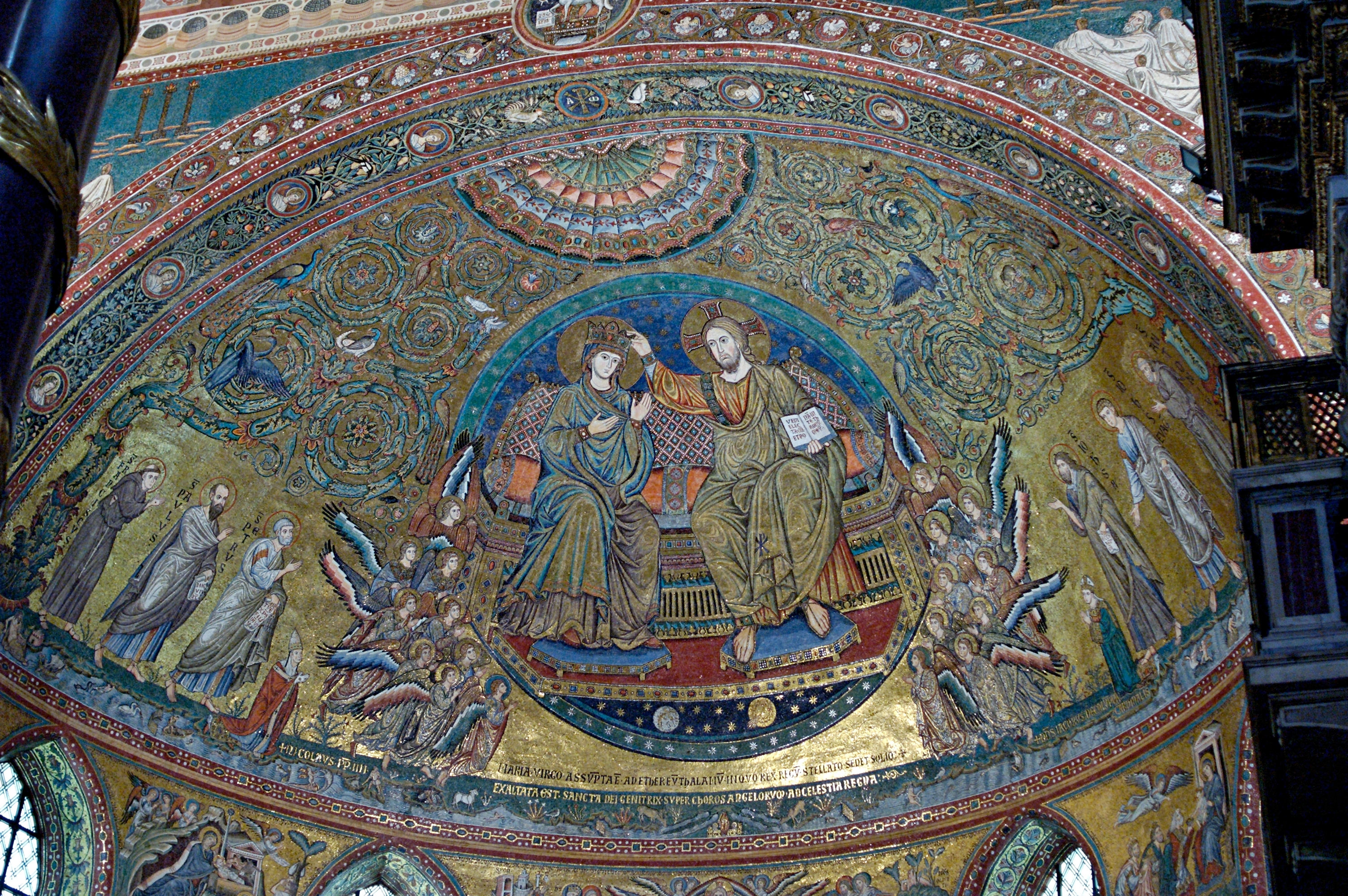
Apsismozaïek in Santa Maria Maggiore.

Tijdens zijn vierjarige pontificaat was Nicolaas IV vooral een bevorderaar van missionering. Zijn verzoeken, een nieuwe kruistocht te organiseren, mislukten daarentegen. Op Palmzondag 1288 ontving hij Rabban Bar Sauma, een nestoriaanse monnik, die als gezant van de Il-kan Arghun een bondgenootschap tussen de Mongolen in Perzië en het christelijke Avondland tegen de Mammelukken zou oprichten.
Bewaard zijn vooral zijn renovatie respectievelijk voltooiing van de apsismozaïeken in de Sint-Jan van Lateranen – waarbij hij met behoud van de inhoud van de oude mozaïeken er Franciscus van Assisi en Antonius van Padua alsook zichzelf aan liet toevoegen – en in de basiliek van Santa Maria Maggiore; daar liet hij ook op de façade, die vandaag de dag is bedekt, mozaïeken aanbrengen. Paus Nicolaas IV was ook stichter van de universiteiten van Montpellier en Lissabon.
Hij werd bijgezet in de toen nog Basilica Liberiana genoemde basiliek van Santa Maria Maggiore (grafmonument van Domenico Fontana).